# Gilles Finchelstein
Gilles Finchelstein, né le 28 juin 1963 à Paris, est un intellectuel et homme politique français.

## Biographie
Diplômé de Sciences Po Paris (1988) et titulaire d'une maîtrise en droit social, il fut la « plume » de Pierre Mauroy et conseiller technique dans des cabinets ministériels du gouvernement Lionel Jospin,. D'abord conseiller chargé des questions politiques, des relations parlementaires et du suivi de l'opinion de Dominique Strauss-Kahn de 1997 à 2000, quand ce dernier était ministre de l'Économie, il est entre 2000 et 2002 conseiller chargé des questions politiques de Pierre Moscovici.
Il aurait largement inspiré — voire rédigé — le programme de Lionel Jospin pour la présidentielle de 1995 et celle de 2002 et contribué à introduire les idées du social-libéralisme au sein du Parti socialiste. Cependant, dans l'émission Du grain à moudre (France Culture) du 25 octobre 2012, l'intéressé récuse formellement ce point de vue. Laurent Binet révèle dans Rien ne se passe comme prévu qu'il est l'une des deux plumes du discours du Bourget de François Hollande.
Il devient en 2000 directeur général de la Fondation Jean-Jaurès et en 2002 directeur des études de Euro RSCG Worldwide (conseil en communication). Il est membre depuis 2008 du club Le Siècle.
Il travaille pour l'agence publicitaire Havas Worldwide. Mediapart indique : « Bien qu’Havas représente les trois quarts de ses activités, Finchelstein assure n’intervenir publiquement qu’au nom de la fondation Jean-Jaurès ».
Il est l'auteur, avec Matthieu Pigasse, du livre Le Monde d'après, une crise sans précédent, paru chez Plon en 2009 et récompensé par le prix du meilleur livre économique décerné par La Tribune et HEC.
En 2011, il publie l'essai La Dictature de l'urgence, chez Fayard, et en 2016 Piège d'identité : réflexions (inquiètes) sur la gauche, la droite et la démocratie chez le même éditeur.
En février 2016, il est nommé membre du conseil scientifique de la Délégation interministérielle à la lutte contre le racisme et l'antisémitisme (DILCRA), présidé par Dominique Schnapper.
En décembre 2018, il devient chroniqueur de l'émission Le grand face à face (d), sur France Inter, en remplacement de Raphaël Glucksmann. Il y débat avec Natacha Polony, en représentant un point de vue social-démocrate,.
En 2022, il devient secrétaire général de la Fondation Jean-Jaurès.

## Décoration

### Décorations françaises
- Chevalier de la Légion d'honneur (2024)[16]

### Décorations étrangères
- Croix du Mérite fédéral d’Allemagne (Bundesverdienstkreuz)[17]

## Publications
- Le Monde d'après, une crise sans précédent, avec Matthieu Pigasse, Plon, 2009  (ISBN 978-2259209007)

réédition chez Hachette Littératures, également en 2009  (ISBN 978-2012705449)
- La Dictature de l'urgence, Fayard, 2011  (ISBN 978-2213661810)
- « Dix-huit leçons sur l'élection présidentielle », in Revue politique et parlementaire, no 1063-1064, avril/septembre 2012  (ISBN 978-2-85702-182-7)
- Pour le vote obligatoire, note no 256, Fondation Jean-Jaurès, 13 mars 2015
- « L'Analyse contre l'anathème », préface de Jérôme Fourquet, Karim vote à gauche et son voisin vote FN, Éditions de l'Aube et Fondation Jean-Jaurès, 2015  (ISBN 978-2-8159-1273-0)
- « Réflexions sur la crise du politique », in Le Débat, no 184, 2015/2  (ISBN 9782070148899)
- Piège d'identité : réflexions (inquiètes) sur la gauche, la droite et la démocratie, Fayard, 2016  (ISBN 978-2213680989)